# Offene-Posten-Buchhaltung
Die Offene-Posten-Buchhaltung ist eine vereinfachte Variante der Buchführung für kleine Unternehmen.
Während des Jahres werden ein- und ausgehende Rechnungen nicht gebucht, sondern nur in einem Ordner des jeweiligen Lieferanten oder Kunden abgelegt. Die offenen Posten des Kontokorrent, also die Forderungen und Verbindlichkeiten gegenüber den einzelnen Geschäftspartnern, werden somit im laufenden Geschäftsbetrieb nicht in den Büchern erfasst. Die Aufzeichnungspflicht ist dennoch erfüllt, wenn die Belege in Papierform vorliegen und in zeitlicher Reihenfolge aufbewahrt werden. Die geordnete Belegsammlung übernimmt damit die Funktion des Journals.
Gebucht wird erst die Zahlung direkt gegen ein Sachkonto, analog einer Kassenbuchung. Im Gegensatz zur konventionellen Methode kommt die Offene-Posten-Buchhaltung daher für die Geschäftsvorfälle des Ein- und Verkaufs mit nur einer statt zweier Buchungen aus. Das Arbeitsaufkommen in kleineren Buchhaltungen reduziert sich.
Die Debitoren und Kreditoren sind in diesem Verfahren sogenannte ruhende Konten. Sie müssen nur im Jahresabschluss bebucht werden, und zwar mit den zum Bilanzstichtag noch unbezahlten Rechnungen. Diese offenen Posten werden addiert und zur Vervollständigung der Bücher in die ruhenden Konten gebucht.
Die Offene-Posten-Buchhaltung ist nach § 146 Abs. 5 der Abgabenordnung zulässig, wenn sie den Grundsätzen ordnungsmäßiger Buchführung entspricht.

## Vergleich
Abwicklung eines Verkaufs in der konventionellen Buchhaltung:
- Bei der Fakturierung: Eine Ausgangsrechnung wird gebucht, erstellt und an den Kunden verschickt. Buchungssatz: Forderungen an Erlöse
- Bei der Zahlung: Der Zahlungseingang des Kunden auf dem Bankkonto wird gegen die offene Forderung auf dem Debitorenkonto gebucht. Der offene Posten wird ausgeglichen, die Forderung erlischt. Buchungssatz: Bank an Forderungen

Vorgehensweise in der Offene-Posten-Buchhaltung:
- Bei der Fakturierung: Die Ausgangsrechnung wird erstellt, verschickt und als Kopie aufbewahrt. Eine Buchung findet nicht statt.
- Bei der Zahlung: Der Zahlungseingang wird gegen ein Erlöskonto gebucht, die Rechnung wird zu den ausgeglichenen Posten gegeben. Buchungssatz: Bank an Erlöse

## Abgrenzung
In einigen Software-Systemen (beispielsweise DATEV) wird die Kontokorrent-Führung mit Hilfe von Debitoren- und Kreditorenbuchhaltung ebenfalls als Offene-Posten-Buchhaltung bezeichnet. Die Verwaltung, Buchung und Ausgleich der offenen Posten entspricht dabei jedoch nicht der hier beschriebenen vereinfachten Methode, sondern erfolgt auf konventionellem Weg durch laufende unterjährige Erfassung der Forderungen und Verbindlichkeiten.
- siehe hierzu: Offener Posten